# Antimonoxid
Antimonoxid finns i naturen i valentinit och senarmontit, men kan också framställas genom oxidering av antimon med utspädd salpetersyra. Vid upphettning blir den gul, men återtar vit färg vid avkylning. Vid högre temperatur smälter den och sublimerar. Vid upphettning i luft oxideras den och övergår till antimontetraoxid. Antimonoxiden är giftig och ger vid intag upphov till kräkningar.
Den huvudsakliga användningen av antimonoxid finns i kombination med halogenerade material vid tillverkningen av flamskyddsmedel. Denna kombination är nyckeln till flamhämmande åtgärder för polymerer och kan förekomma i elektriska apparater, textilier och läder.
Andra användningsområden finns inom glas-, keramik- och emaljtillverkning. Som pigment har det Colour Index-beteckning Pigment White 11 (77052). Antimonoxid används även som katalysator vid framställning av polyetentereftalat och vid vulkanisering av gummi.